# Liste des chapitres de Blue Exorcist
Cet article est un complément de l'article sur le manga Blue Exorcist. Il contient la liste des volumes du manga parus en presse à partir du tome 1, avec les chapitres qu’ils contiennent.

## Découpage des arcs
Voici l’organisation chronologique par arcs narratifs :
1. Arc d'inscription de l'école Cram Exorcist (chapitres 1 à 7)
2. Arc de combat vivant de candidat exorciste (chapitres 8 à 15)
3. Arc du Roi Impur de Kyoto (chapitres 16 à 34)
4. Arc de la terreur du Kraken (chapitres 35 à 37)
5. Arc de la True Cross Academy Festival (chapitres 38 à 49)
6. Arc Illuminati (chapitres 50 à 64)
7. Arc de l'examen d'exorciste (chapitres 65 à 73)
8. Arc Aomori (chapitres 74 à 80)
9. Arc de l'enquête de la nuit bleu (chapitres 81 à 99)
10. Arc du souvenir de la nuit bleu (chapitres 100 à 120)
11. Arc de la toile (chapitres 121 à ...)

## Volumes reliés

### Tomes 1 à 10
| no | Japonais         | Japonais          | Français          | Français          |
| no | Date de sortie   | ISBN              | Date de sortie    | ISBN              |
| --- | ---------------- | ----------------- | ----------------- | ----------------- |
| 1 | 4 août 2009      | 978-4-08-874709-5 | 27 mai 2010       | 978-2-84965-830-7 |
| Couverture : Rin OkumuraListe des chapitres : - 1er épisode : Le rire satanique (嗤う青焔魔, Warau Satan) - 2e épisode : Deux frères (兄と弟, Ani to Otōto) - 3e épisode : Le jardin d'Amahara (天空の庭, Amahara no Niwa) |                  |                   |                   |                   |
| 2 | 4 novembre 2009  | 978-4-08-874757-6 | 19 août 2010      | 978-2-84965-926-7 |
| Couverture : Yukio OkumuraListe des chapitres : - 4e épisode : L'enfant du temple maudit (崇り寺の仔, Tatari Dera no Ko) - 5e épisode : De nouveaux amis (友千鳥, Tomochidori) - 6e épisode : Il y avait un malade (此に病める者あり, Koko ni Yameru Mono Ari) - 7e épisode : Trauma (おもひで, Omoide) |                  |                   |                   |                   |
| 3 | 4 mars 2010      | 978-4-08-870016-8 | 18 novembre 2010  | 978-2-84965-981-6 |
| Couverture : Shiemi Moriyama Liste des chapitres : - 8e épisode : Le chat noir (黒猫, Kuroneko) - 9e épisode : Démons en action (鬼事, Onigokko) - 10e épisode : La preuve (証明, Shōmei) - 11e épisode : Une joyeuse excursion (愉しいキャンプ, Tanoshii Kyanpu) |                  |                   |                   |                   |
| 4 | 2 juillet 2010   | 978-4-08-870079-3 | 24 février 2011   | 978-2-82030-026-3 |
| Couverture : Pheles MephistoListe des chapitres : - 12e épisode : Piège à papillons (誘蛾灯, Yūgatō) - 13e épisode : Sympathie (やさしい事, Yasashii Koto) - 14e épisode : Un pari (賭, Kake) - 15e épisode : Pas un pour racheter l'autre (どいつもこいつも, Doitsu mo Koitsu mo) |                  |                   |                   |                   |
| 5 | 3 décembre 2010  | 978-4-08-870136-3 | 19 mai 2011       | 978-2-82030-122-2 |
| Couverture : Ryuji Suguro Liste des chapitres : - 16e épisode : Prélude (事の始まり, Koto no Hajimari) - 17e épisode : Kyôto, nous voilà ! (京都へGo!, Kyōto e Gō!) - 18e épisode : Discorde (仲違い, Nakatagai) - 19e épisode : Le fiston ivre (酔いどれ息子, Yoidore Musuko) |                  |                   |                   |                   |
| 6 | 4 avril 2011     | 978-4-08-870214-8 | 15 septembre 2011 | 978-2-82030-204-5 |
| Couverture : Renzô ShimaListe des chapitres : - 20e épisode : Traître (裏切者, Uragirimono) - 21e épisode : Bouleversement (転変, Tenpen) - 22e épisode : Ignition (炎火, Enka) - 23e épisode : Confidence paternelle (父語り, Chichi Gatari) - Épisode extra 1 : Le train fantôme (幽霊列車, Fantomu Torein) - Épisode extra 2 : La fugue de Kuro (クロの家出, Kuro no Iede) |                  |                   |                   |                   |
| 7 | 2 septembre 2011 | 978-4-08-870330-5 | 25 janvier 2012   | 978-2-82030-282-3 |
| Couverture : Miwa KonekomaruListe des chapitres : - 24e épisode : Le sabre abandonné (空虚の剣, Kara no Ken) - 25e épisode : Le Fujô-Ô (不浄王, Fujō-Ō) - 26e épisode : Le feu intérieur (こころのひ, Kokoro no Hi) - 27e épisode : La bataille du Mont Kongô (決戦!金剛深山, Kessen! Kongō-shinzan) |                  |                   |                   |                   |
| 8 | 4 avril 2012     | 978-4-08-870409-8 | 16 mai 2012       | 978-2-82030-335-6 |
| Couverture : Rin Okumura, KuroListe des chapitres : - 28e épisode : Feu ardent (紅蓮, Guren) - 29e épisode : L'incantation de la barrière (結界呪, Kekkai noroi) - 30e épisode : Fatalité (因縁生起, In'nen Shōki) - 31e épisode : L'entrée dans le nirvana (入滅, Nyūmetsu) - 32e épisode : L'abîme (深淵, Shin'nen) |                  |                   |                   |                   |
| 9 | 4 septembre 2012 | 978-4-08-870505-7 | 14 novembre 2012  | 978-2-82030-536-7 |
| Couverture : Shura KirigakureListe des chapitres : - 33e épisode : Dilacération (砕破, Saiha) - 34e épisode : Dénouement (事の結び, Koto no musubi) - 35e épisode : L'immensité de l'océan (海は広いな大きいし, Umi wa hiroina ōkīshi) - 36e épisode : La vague bleue (青い波ゆれてどこまで, Aoi nami yurete doko made) - 37e épisode : La lune se couche, le soleil se lève (月は沈むし日も昇る, Tsuki wa shizumushi hi mo noboru)                                                                       |                  |                   |                   |                   |
| 10 | 28 décembre 2012 | 978-4-08-870670-2 | 13 mars 2013      | 978-2-82030-648-7 |
| Couverture : Amaimon, BehemothListe des chapitres : - 38e épisode : Exorciste (エクソシスト, Ekusoshisuto) - 39e épisode : Règles de bienséance démoniaque (悪魔の作法, Akuma no manā ) - 40e épisode : Les sept mystères de l'académie de la Croix-Vraie (正十字学園七不思議, Seijūji Gakuen Nanafushigi) - 41e épisode : L'antre du secret (秘密の在り処, Himitsu no arika) - Épisode extra : Kinzô et son groupe sans concession (金兄のバンドは売れる気Oです, Kin ani no bando wa ureru ki zero desu) |                  |                   |                   |                   |

### Tomes 11 à 20
| no | Japonais         | Japonais          | Français         | Français          |
| no | Date de sortie   | ISBN              | Date de sortie   | ISBN              |
| --- | ---------------- | ----------------- | ---------------- | ----------------- |
| 11 | 2 août 2013      | 978-4-08-870789-1 | 9 octobre 2013   | 978-2-82030-716-3 |
| Couverture : ArthurListe des chapitres : - 42e épisode : Un monde grouillant (ざわめく世界, Zawameku sekai) - 43e épisode : Amitié (友達, Tomodachi) - 44e épisode : Les facéties de Méphisto (メフィストの戯言, Mefisuto no tawagoto) - 45e épisode : Zombifiés (青春の生ける屍, Seishun no Wōkingu Deddo) - 46e épisode : Échecs et sentiments (トライアンドエラー, Torai ando Erā) - 47e épisode : Le Cross Festival - 1re partie (正十字学園祭ー前夜, Seijūji Gakuen sai, Zen'ya)                               |                  |                   |                  |                   |
| 12 | 27 décembre 2013 | 978-4-08-870895-9 | 19 février 2014  | 978-2-82031-571-7 |
| Couverture : Izumo KamikiListe des chapitres : - 48e épisode : Le Cross Festival - 2e partie (正十字学園祭ー当夜, Seijūji Gakuen sai, Tō'ya) - 49e épisode : Le Cross Festival - 3e partie (正十字学園祭ー後夜, Seijūji Gakuen sai, Kō'ya) - 50e épisode : L'Être le plus cher (あたしの一番大切なもの, Atashi no Ichiban Taisetsu-na Mono) - 51e épisode : Débile (騙される方がバカだって・・・, Damasareru Hō ga Baka datte...) - 52e épisode : Personne sur qui compter (もう誰も頼れない, Mō Dare mo Tayorenai) |                  |                   |                  |                   |
| 13 | 4 juillet 2014   | 978-4-08-880140-7 | 19 novembre 2014 | 978-2-8203-1891-6 |
| Couverture : Michael Gedoin, Lucifer, Homare TodoListe des chapitres : - 53e épisode : La vraie moi (これが本当のあたし, Kore ga Hontou no Atashi) - 54e épisode : Je coupe les ponts (騎士團には戻らない, Kishi-dan ni wa Modoranai) - 55e épisode : Comme des frères (兄弟みたいな, Kyōdai Mitai na) - 56e épisode : Interlude (幕間劇, Makuai Geki) - 57e épisode : Entrée en matière (序盤戦, Joban-sen) |                  |                   |                  |                   |
| 14 | 5 janvier 2015   | 978-4-08-880282-4 | 22 avril 2015    | 978-2-82032-000-1 |
| Couverture : Rin Okumura, Yukio Okumura, Ryuji Suguro, Shiemi Moriyama, Konekomaru Miwa, Nemu Takara et KuroListe des chapitres : - 58e épisode : Développement (中盤戦, Chūban-sen) - 59e épisode : Conclusion (終盤戦, Shūban-sen) - 60e épisode : Ensemble (一緒にいるだけで, Issho ni Iru Dake de) - 61e épisode : Mon trésor (宝物, Takaramono) - 62e épisode : Expurgation (悪祓ひ去らしめ給はむ, Akuhara hi Sara Shime Tamahamu)                                                                             |                  |                   |                  |                   |
| 15 | 4 juin 2015      | 978-4-08-880369-2 | 4 novembre 2015  | 978-2-82032-220-3 |
| Couverture : Yukio OkumuraListe des chapitres : - 63e épisode : Au revoir (さよなら, Sayonara) - 64e épisode : À bientôt (行ってきます, Ittekimasu) - 64.5e épisode : Retrouvailles (おかえり, Okaeri) - 65e épisode : Pink Spider - 1re partie (ピンクスパイダー前編, Pinku Supaidā Zenpen) - 66e épisode : Pink Spider - 2e partie (ピンクスパイダー中編, Pinku Supaidā Chūhen) - 67e épisode : Pink Spider - 3e partie (ピンクスパイダー後編, Pinku Supaidā Kōhen)                                               |                  |                   |                  |                   |
| 16 | 4 janvier 2016   | 978-4-08880507-8  | 20 avril 2016    | 978-2-82032-359-0 |
| Couverture : Ruin RiteListe des chapitres : - 68e épisode : Tous à poil (はだかまつり, Hadaka Matsuri) - 69e épisode : Réunion au sommet (上層部圓卓会議, Jōsōbu Entaku Kaigi) - 70e épisode : Motivation (野望, Yabō) - 71e épisode : Flash (惚れたが因果, Horeta ga Inga) - 72e épisode : Chacun sa route (道すがら, Michisugara) - 73e épisode : Is this love ? (戀い初める, Koi Someru) |                  |                   |                  |                   |
| 17 | 4 juillet 2016   | 978-4-08-880656-3 | 3 novembre 2016  | 978-2-82032-529-7 |
| Couverture : Shura Kirigakure, Hachirotaro OkamiListe des chapitres : - 74e épisode : Hachinohe sous la neige (八戸駅は雪の中, Hachinohe Eki wa Yuki no Naka) - 75e épisode : Le serpent du froid (凍える蛇, Kogoeru hebi) - 76e épisode : Adieux (さよならあなた, Sayonara anata) - 77e épisode : Point de non-retour (泣けとばかりに, Nake to Bakari ni) - 78e épisode : Les larmes aux yeux (戻れなくてももういいの, Modorenakutemo Mō Iino)                                                                     |                  |                   |                  |                   |
| 18 | 31 décembre 2016 | 978-4-08-880891-8 | 26 avril 2017    | 978-2-82032-837-3 |
| Couverture : Ryuji SuguroListe des chapitres : - 79e épisode : Adieu (凍えそうな蛇, Kogoesōna Kuchinawa) - 80e épisode : Aomori sous la neige (ああ 青森冬景色, Ā Aomori fuyugeshiki) - 81e épisode : Rhizome (地下図書館, Chika Toshokan) - 82e épisode : Le Jingzhe (啓蟄, Keichitsu) - 83e épisode : Bourgeonnement (萌芽, Hōga) |                  |                   |                  |                   |
| 19 | 4 avril 2017     | 978-4-08-881052-2 | 22 novembre 2017 | 978-2-82032-934-9 |
| Couverture : Pheles MephistoListe des chapitres : - 84e épisode : Racines (根幹, Konkan) - 85e épisode : Hétérophyllie (異形葉, Ikeiyō) - 86e épisode : L'éveil de la conscience (結果枝, Kekkashi) - 87e épisode : Embryon (胚子, Hai) - 88e épisode : Joyeux anniv-Noël ! (ハッピー（メリクリ）バースデー！イヴ, Happī (Merikuri) Bāsudē! Ibu) |                  |                   |                  |                   |
| 20 | 4 octobre 2017   | 978-4-08-881152-9 | 11 avril 2018    | 978-2-82033-220-2 |
| Couverture : Renzô ShimaListe des chapitres : - 89e épisode : Joyeux anniv-Noël - jour J (ハッピー（メリクリ）バースデー, Happī (Merikuri) Bāsudē) - 90e épisode : Les noces (1re partie) (寿・初夜, Kotobuki Soya) - 91e épisode : Les noces (2e partie) (寿・後夜, Kotobuki Goya) - 92e épisode : Sous la neige (1) (雪の果て 1, Yuki no Hate 1) - 93e épisode : Sous la neige (2) (雪の果て 2, Yuki no Hate 2)                                                                                                   |                  |                   |                  |                   |

### Tome 21 à 30
| no | Japonais          | Japonais          | Français         | Français          |
| no | Date de sortie    | ISBN              | Date de sortie   | ISBN              |
| --- | ----------------- | ----------------- | ---------------- | ----------------- |
| 21 | 2 mars 2018       | 978-4-08-881363-9 | 21 novembre 2018 | 978-2-82033-294-3 |
| Couverture : Rin OkumuraListe des chapitres : - 94e épisode : Sous la neige (3) (雪の果て 3, Yuki no Hate 3) - 95e épisode : Sous la neige (4) (雪の果て 4, Yuki no Hate 4) - 96e épisode : Sous la neige (5) (雪の果て 5, Yuki no Hate 5) - 97e épisode : Sous la neige (6) (雪の果て 6, Yuki no Hate 6) - 98e épisode : Sous la neige (7) (雪の果て 7, Yuki no Hate 7) |                   |                   |                  |                   |
| 22 | 22 novembre 2018  | 978-4-08-881591-6 | 17 avril 2019    | 978-2-82033-545-6 |
| Couverture : Shiro Fujimoto, Yuri EginListe des chapitres : - 99e épisode : Sous la neige (8) (雪の果て 8, Yuki no Hate 8) - 100e épisode : SsC00:40 - 101e épisode : SsC04:36 - 102e épisode : SsC05:35 - 103e épisode : SsC11:29 |                   |                   |                  |                   |
| 23 | 4 avril 2019      | 978-4-08-881809-2 | 20 novembre 2019 | 978-2-82033-595-1 |
| Couverture : Shiro FujimotoListe des chapitres : - 104e épisode : SsC20:20 - 105e épisode : SsC21:19 - 106e épisode : SsC23:17a - 107e épisode : SsC23:17b - 108e épisode : SsC23:17c |                   |                   |                  |                   |
| 24 | 1er novembre 2019 | 978-4-08-882110-8 | 3 juin 2020      | 978-2-82033-792-4 |
| Couverture : Bébé Rin OkumuraListe des chapitres : - 109e épisode : SsC23:17d - 110e épisode : SsC40:00a - 111e épisode : SsC40:00b - 112e épisode : SsC40:00c - 113e épisode : SsC40:00d - 114e épisode : SsC23:17e |                   |                   |                  |                   |
| 25 | 4 juin 2020       | 978-4-08-882299-0 | 25 novembre 2020 | 978-2-82033-859-4 |
| Couverture : Yuri EginListe des chapitres : - 115e épisode : SsC23:17f - 116e épisode : SsC23:17g - 117e épisode : SsC23:17h - 118e épisode : SsC23:17i - 119e épisode : SsC24:16 - 120e épisode : SsC40:00e |                   |                   |                  |                   |
| 26 | 4 décembre 2020   | 978-4-08-882574-8 | 28 avril 2021    | 978-2-82034-077-1 |
| Couverture : Rin OkumuraListe des chapitres : - 121e épisode : Face à face - Prélude (無双 序ず, Musō Tsuidezu) - 122e épisode : Face à face - Ignition (無双 熾す, Musō Okosu) - 123e épisode : Face à face - Déchaînement (無双 豪ぐ, Musō Eragu) - 124e épisode : Face à face - Embrasement (無双 爛る, Musō Tadaru) - 125e épisode : Face à face - Zizanie (無双 乱す, Musō Midasu) |                   |                   |                  |                   |
| 27 | 2 juillet 2021    | 978-4-08-882644-8 | 24 novembre 2021 | 978-2-82034-132-7 |
| Couverture : Yukio OkumuraListe des chapitres : - 126e épisode : Face à face - Rupture (無双 破る, Musou Yaburu) - 127e épisode : Face à face - Fusion (無双 爍す, Musō Tokasu) - 128e épisode : Face à face - Éblouissement (無双 燿る, Musō Hikaru) - 129e épisode : Face à face - Congratulations (無双 寿ぐ, Musō Kotohogu) - 130e épisode : Face à face - Flamboiement (無双 赫く, Musō Kagayaku)                                                                                      |                   |                   |                  |                   |
| 28 | 4 novembre 2022   | 978-4-08-883264-7 | 26 avril 2023    | 978-2-82034-404-5 |
| Couverture : SatanListe des chapitres : - 131e épisode : Face à face - Clarifiction (無双 明確化, Musō Meikaku-ka) - 132e épisode : Face à face - Éruption (無双, Musō Hazeru) - 133e épisode : Face à face - Tourbillon (無双 舞う, Musō Mau) - 134e épisode : Face à face - Illumination (無双 醒める, Musō Sameru) - 135e épisode : Face à face - Éveil (無双 覚す, Musō Samasu) |                   |                   |                  |                   |
| 29 | 4 juillet 2023    | 978-4-08-883460-3 | 6 mars 2024      | 978-2-82034-803-6 |
| Couverture : BeelzebubListe des chapitres : - 136e épisode : Face à face - Entaille (無双 斷つ, Musō Tatsu) - 137e épisode : Face à face - Cataclysme (無双 禍, Musō Ka) - 138e épisode : Face à face - Calamité (無双 破局, Musō Hakyoku) - 139e épisode : Face à face - Dorénavant (1re partie) (無双 是れから 前編, Musō Zere Kara Zenpen) - 140e épisode : Face à face - Dorénavant (2e partie) (無双 是れから 後編, Musō Zere Kara Kōhen) - Épisode extra : Aux petits soins pour Kuro |                   |                   |                  |                   |
| 30 | 4 janvier 2024    | 978-4-08-883722-2 | 13 novembre 2024 | 978-2-82035-038-1 |
| Couverture : Shiemi MoriyamaListe des chapitres : - 141e épisode : Face à face - Révélation (無双 現す, Musō Arawasu) - 142e épisode : Face à face - Ralliement (無双 闘まる, Musō Tomaru) - 143e épisode : Face à face - Présage (1re partie) (無双 兆す, Musō Kizasu) - 144e épisode : Face à face - Présage (2e partie) (無双 兆す 二, Musō Kizasu ni) - 145e épisode : Face à face - Offensive (無双 臨む, Musō Nozomu)                                                                 |                   |                   |                  |                   |

### Tome 31 à aujourd'hui
| no | Japonais       | Japonais          | Français       | Français          |
| no | Date de sortie | ISBN              | Date de sortie | ISBN              |
| --- | -------------- | ----------------- | -------------- | ----------------- |
| 31 | 4 juin 2024    | 978-4-08-884028-4 | 16 avril 2025  | 978-2-82-035251-4 |
| Couverture : Osceola RedarmListe des chapitres : - 146e épisode : Face à face - Confrontation (無双 覲ゆ, Musō Miyuru) - 147e épisode : Face à face - Conflagration (無双 熱る, Musō Hoteru) - 148e épisode : Face à face - Résolution (無双 才む, Musō Saimu) - 149e épisode : Face à face - Perpétuation (無双 續く, Musō Tsudzuki-ku) - 150e épisode : Face à face - Soudaineté (無双 焉, Musō Kore) |                |                   |                |                   |
| 32 | 2 mai 2025     | 978-4-08-884519-7 |                |                   |
| Couverture : Lucy Yang et Cheng-Long LiuListe des chapitres : - 151e épisode : 無双 亡する (Musō na Suru) - 152e épisode : 無双 普く (Musō Amaneku) - 153e épisode : 無双 忌れる (Musō Imureru) - 154e épisode : 無双 闕つ (Musō Ketsu) - 155e épisode : 無双 變わる (Musō Kawaru) |                |                   |                |                   |
| - |                |                   |                |                   |
| Liste des chapitres : - 156e épisode : 無双 堕ちる (Musō Ochiru) - 157e épisode : 無双 嚇る (Musō Ikaru) - 158e épisode : 無双 人 (Musō Hito) - 159e épisode : 無双 邂逅 (Musō Wakuraba) |                |                   |                |                   |

### Œuvres
Édition japonaise
1. 1 2  Tome 1
2. 1 2  Tome 2
3. 1 2  Tome 3
4. 1 2  Tome 4
5. 1 2  Tome 5
6. 1 2  Tome 6
7. 1 2  Tome 7
8. 1 2  Tome 8
9. 1 2  Tome 9
10. 1 2  Tome 10
11. 1 2  Tome 11
12. 1 2  Tome 12
13. 1 2  Tome 13
14. 1 2  Tome 14
15. 1 2  Tome 15
16. 1 2  Tome 16
17. 1 2  Tome 17
18. 1 2  Tome 18
19. 1 2  Tome 19
20. 1 2  Tome 20
21. 1 2  Tome 21
22. 1 2  Tome 22
23. 1 2  Tome 23
24. 1 2  Tome 24
25. 1 2  Tome 25
26. 1 2  Tome 26
27. 1 2  Tome 27
28. 1 2  Tome 28
29. 1 2  Tome 29
30. 1 2  Tome 30
31. 1 2  Tome 31
32. 1 2  Tome 32

Édition française
1. 1 2  Tome 1
2. 1 2  Tome 2
3. 1 2  Tome 3
4. 1 2  Tome 4
5. 1 2  Tome 5
6. 1 2  Tome 6
7. 1 2  Tome 7
8. 1 2  Tome 8
9. 1 2  Tome 9
10. 1 2  Tome 10
11. 1 2  Tome 11
12. 1 2  Tome 12
13. 1 2  Tome 13
14. 1 2  Tome 14
15. 1 2  Tome 15
16. 1 2  Tome 16
17. 1 2  Tome 17
18. 1 2  Tome 18
19. 1 2  Tome 19
20. 1 2  Tome 20
21. 1 2  Tome 21
22. 1 2  Tome 22
23. 1 2  Tome 23
24. 1 2  Tome 24
25. 1 2  Tome 25
26. 1 2  Tome 26
27. 1 2  Tome 27
28. 1 2  Tome 28
29. 1 2  Tome 29
30. 1 2  Tome 30
31. 1 2  Tome 31